# 台湾鳖甲弯锦蛤
台湾鳖甲弯锦蛤（学名：Taiwannuculana exotica），又名台灣鱉甲袖貝，是弯锦蛤目弯锦蛤科的一個物種。原屬Portlandia，今屬Taiwannuculana。
本物種主要分布于台湾，常栖息在深海。模式種採樣自龜山島深海。